# Österåkersprojektet
Österåkersprojektet var ett behandlingsprogram i syfte att skapa en drogfri verkställighet vid anstalt initierat av Kriminalvårdsstyrelsen (KVS) 1977. I februari 1978 öppnades en intagningsavdelning med 14 platser på Anstalten Österåker.

## Bakgrund
Under åren 1966-1978 hade andelen narkomaner på landets fängelser ökat från 9% till 33%. Kriminologen Leif G.W. Persson genomförde 1976 en undersökning som visade att 75% av de allra mest brottsbelastade i Stockholm hade ett pågående narkotikamissbruk.

Österåkersprojektet syftade till att "människor som döms till kriminalvård i anstalt ska kunna fungera social ute i samhället efter frigivning".

## Behandlingen
Under 1978 växte antalet vårdplatser i Österåkersprojektet från 14 till 60. Det omfattade fyra avdelningar på anstalten dit samtliga deltagare sökt sig frivilligt och undertecknat ett kontrakt om behandlingsplan och personligt ansvar. Denna överenskommelse omfattade krav på drogfrihet under vistelsetiden, att inte bruka våld, hot om våld eller annat förtryck, att solidariskt tillsammans med personal aktivt verka för att anstalten hölls drogfri, att motverka allt kriminellt beteende, samt att lämna urinprov i den omfattning som bestämts av ledningen för projektet.

Den som antogs till Österåkersprojektet hade mellan 8 och 24 månader kvar av sitt straff. Den antagne togs först in på en introduktionsavdelning under en månad, där han genomgick en kartläggning av behandlingsbehov, social situation och utbildning. Den efterföljande behandlingen på den drogfria vårdavdelning omfattade gruppsamtal, utveckling av familjerelationer, social träning, studier, samhällskunskap och förberedelse arbetsliv. Behandlingen pågick upp till 6 månader, men kortades ner till 6-8 veckor allteftersom resultaten inkom och ekonomin blev allt mer ansträngd. 

## Utfall
Söndagen den 23 november 1980 kunde man i Sydsvenskan läsa rubriken "Interner var inte drogfria. Rökte i smyg". Det avslöjades att 17 av 38 intagna i projektet hade använt narkotika under behandlingen. Övriga media hakade på och Bo Martinsson, KVS generaldirektör, Clas Amilon, chef för KVS vård och tillsynsavdelning, samt anstaltschefen AnnBritt Grünewald blev riksbekanta. Österåkersprojektet kom av sig, tappade resurser och lades så småningom ner.